# Morra De Sanctis
Morra De Sanctis är en ort och kommun i provinsen Avellino i regionen Kampanien i Italien. Kommunen hade 1 231 invånare (2017).